# إيالة الرقة
إيالة الرقة إيالة عثمانية كانت تضم منطقة الجزيرة السورية من جبال طوروس شمالا إلى بادية الشام جنوبا. كانت تحدها إيالة ديار بكر من الشمال وإيالة بغداد من الشرق وإيالة حلب من الغرب وإيالة دمشق من الجنوب الغربي. في القرن السابع عشر، شملت الإيالة السناجق التالية:
1. سنجق بني ربيعة
2. سنجق جماسة
3. سنجق حران
4. سنجق خربوط
5. سنجق دير رحبة
6. سنجق الرقة
7. سنجق الرها
8. سنجق سروج